# برومازین
برومازین (با نام تجاری Ambodryl Ambrodil و دیگر نام ها)، همچنین با عنوان برومودیفن‌هیدرامین نیز شناخته می شود، یک آنتی هیستامین و ضد کولینرژیک است.  این ماده شکل برم‌دار شده دیفن‌هیدرامین است.